# Asyndetus albifrons
Asyndetus albifrons är en tvåvingeart som beskrevs av Octave Parent 1929. Asyndetus albifrons ingår i släktet Asyndetus och familjen styltflugor.
Artens utbredningsområde är Sudan. Inga underarter finns listade i Catalogue of Life.